# Text xifrat

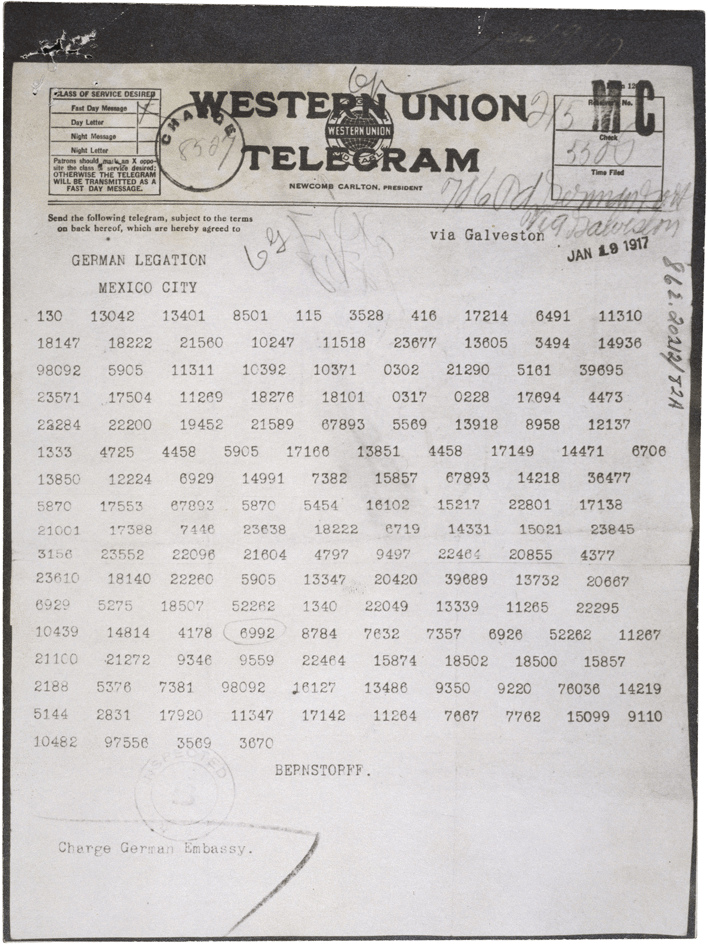
Exemple de text xifrat, en aquesta ocasió amb números.

En criptografia el text xifrat és el resultat del procés (conegut com a xifratge o encripació) que transforma la informació (a la que es refereix com text clar) fent servir un algorisme (anomenat algorisme de xifratge) per fer-lo illegible a qualsevol excepte aquells que posseeixen un coneixement especial, que normalment és la clau. Aquest resultat és també conegut com a informació encriptada. El procés per llegir text xifrat es coneix com a desxifratge.

## Textos de referència
- Helen Fouché Gaines, “Cryptanalysis”, 1939, Dover. ISBN 0-486-20097-3
- David Kahn, The Codebreakers - The Story of Secret Writing (ISBN 0-684-83130-9) (1967)
- Abraham Sinkov, Elementary Cryptanalysis: A Mathematical Approach, Mathematical Association of America, 1966. ISBN 0-88385-622-0